# Ferenc Szusza
Ferenc Szusza (Budapest, 1º dicembre 1923 – Budapest, 1º agosto 2006) è stato un calciatore e allenatore di calcio ungherese, di ruolo attaccante.

## Palmarès

### Giocatore

#### Club
- Campionato ungherese: 4

Újpest: 1945 (Primavera), 1945-1946, 1946-1947, 1959-1960

#### Nazionale
- Coppa Internazionale: 1

1953

### Allenatore
- Campionato ungherese: 1

Vasas: 1962-1963
- Coppa d'Ungheria: 1

Vasas: 1966-1967
- Campionato polacco: 1

Gornik Zabrze: 1970-1971
- Coppa di Polonia: 1

Gornik Zabrze: 1970-1971